# Espionnage industriel
L'espionnage industriel ou espionnage économique est une pratique illégale dont l'objectif est la récupération de secrets industriels ou commerciaux. Contrairement à l'espionnage classique, l'espionnage industriel n'a pas pour objectif premier de porter atteinte à la sécurité nationale d'un pays. Il peut être effectué par un gouvernement comme par une entreprise privée, utilisant des sociétés tierces ou consultants indépendants afin de diminuer les risques d'être impliqués lors d'une éventuelle mise à jour.

## Concept
L'espionnage industriel vise à entrer en possession des propriétés (physiques, intellectuelles, commerciales) d'une entreprise ou d'un État de manière illégale. La détention par des concurrents d'un secret industriel est à l'origine d'un avantage compétitif. Des entreprises peuvent faire appel à des cabinets spécialisés pour obtenir de telles informations stratégiques.

## Espionnage numérique
Le taux d’espionnage augmente l’importance que les données numériques ont prise au fil des années, car elles peuvent créer des conflits via Internet et peuvent être responsables de plusieurs conflits. La maîtrise des données est un enjeu de sécurité tant pour les gouvernements (données stratégiques) que pour les populations (données personnelles). Sur la scène internationale, cette question retrouve également une autre dimension tout autant que la question du pouvoir, car plusieurs leviers peuvent être actionnés. Malgré sa diffusion rapide dans l’espace numérique, son expansion devient favorable pour les pays ennemis qui travaillent à couvert et provoque des dommages importants. Il en convient que pour effectuer ce genre d’espionnage, il y a plusieurs motifs dont politiques, économiques et stratégiques. Pour ce faire, les pays engagent soient des pirates informatiques ou des cybercriminels.
Plusieurs agences de renseignements utilisent l’espionnage numérique. Depuis le printemps 2021, le gouvernement américain a accusé la Chine et la Russie d’avoir ordonné des attaques informatiques contre leurs infrastructures ou des entreprises jugées critiques pour le fonctionnement de l’économie américaine. Les deux pays nient toute implication, alors il semblerait y avoir une nouvelle forme de guerre froide du numérique qui pourrait se mettre en place, dans laquelle des frontières cybernétiques, et non géographiques, sont en jeu.

## Débats
Le concept d'espionnage industriel est parfois critiqué comme étant flou, ou ambigu. L'espionnage industriel recourt à des pratiques illégales (pots-de-vin, chantage, surveillance électronique, etc.). Cette forme d'espionnage diffère de l'intelligence économique qui fait appel à des moyens ouverts et légaux ou pouvant se trouver dans un vide ou flou juridique.
L'émergence du concept d'investigation dans le cadre de l'intelligence économique accroît l'ambiguïté à l’œuvre. La plupart des grandes entreprises admettent financer d'importants départements dédiés aux aspects légaux de l'« investigation » industrielle. À l'heure de l'économie de l'immatériel, la frontière entre espionnage industriel et investigation légale s'affaisse.
- l'accès à l'information est très aisé par le réseau internet (voir sources ouvertes, Robert David Steele) et par les pratiques d'influence exercées lors des multiples colloques et salons professionnels,
- le droit est complexe, voire flou (voir sécurité juridique). On peut même se demander si le flou juridique n'est pas entretenu afin de justifier des pratiques à la limite de la légitimité (cf. information grise).
- la prise en compte du capital immatériel dans la comptabilité des entreprises (IAS 38) instaure une quasi-légalisation des pratiques d'investigation et de copiage, via les immobilisations incorporelles.
- le développement de certains moteurs de recherche permet de collecter les informations à partir de micro-ordinateurs distribués en réseau et de reconstituer relativement facilement le détail des informations qui ont donné lieu à des rapports de synthèse.

## Exemples
- Les activités du Département 7 soviétique visant à récupérer les plans de fabrication (blueprints) des bombes test du projet Manhattan, afin de combler leur retard dans leur projet atomique à la fin de la guerre, associent l'espionnage industriel à la raison d'État.
- Le développement de l'avion supersonique Tupolev Tu-144, avec sa conception similaire au Concorde, est l'un des exemples les plus cités de l'espionnage industriel au XXe siècle. Il ressemble tellement au Concorde que les médias occidentaux l'ont surnommé Concordski.
- Le gouvernement des États-Unis a admis avoir employé l'espionnage commercial, par exemple, en surveillant des appels téléphoniques pour déterminer qu'un concurrent français d'une société américaine soudoyait des fonctionnaires brésiliens pour obtenir un contrat de radar de commande de trafic aérien (il a été révélé plus tard que la société américaine soudoyait également des fonctionnaires)[réf. souhaitée]. On croit généralement que la plupart des grands services de renseignements sont impliquées dans la pratique. Une commission du Parlement européen a suspecté que Echelon, un système d'espionnage de communications piloté par la NSA et des agences du Royaume-Uni, du Canada, de l'Australie et de la Nouvelle-Zélande, soit employé pour l'espionnage politique et pour, à l'occasion, aider les compagnies américaines contre les concurrents européens[4].
- Cet espionnage économique s'est trouvé confirmé en 2013, après la divulgation de documents de la NSA révélés par Edward Snowden, qui ont dévoilé le caractère massif et l'échelle mondiale à laquelle il est opéré par les États-Unis et ses alliés.
- En 1993, un employé de Volkswagen a été accusé d'avoir livré des informations confidentielles de General Motors à sa nouvelle entreprise. Volkswagen a licencié cet employé et a dû verser 60 millions de dollars à General Motors[5].
- Dans un rapport publié le 18 février 2013, la société américaine de sécurité informatique Mandiant accuse l'Unité 61398 de l'Armée Chinoise d'être à l'origine depuis 2006 d'une vaste opération de cyber-espionnage visant à s'approprier des volumes considérables de données sensibles au sein de 141 entreprises et organisations principalement anglo-saxonnes[6].